# De Spirlet

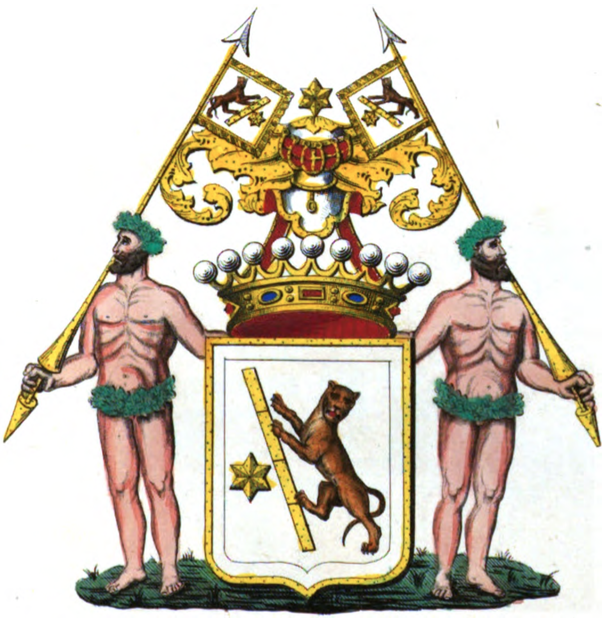
Wapen familie de Spirlet

De Spirlet was een Zuid-Nederlands en is een Belgisch adellijk huis.

## Geschiedenis
In 1768 verleende graaf van Zeyll erfelijke adel en de titel van ridder van het Heilige Roomse Rijk aan Gaspar-François de Spirlet (1695-?). Zijn zoon Nicolas Joseph de Spirlet (1731-1770) was raadsheer van de abt van de abdij van Stavelot. Hij huwde Marie-Lambertine de Franquinet (1737-1805). Het echtpaar kreeg twee zonen: Gaspar en Alexandre.

## Gaspar de Spirlet

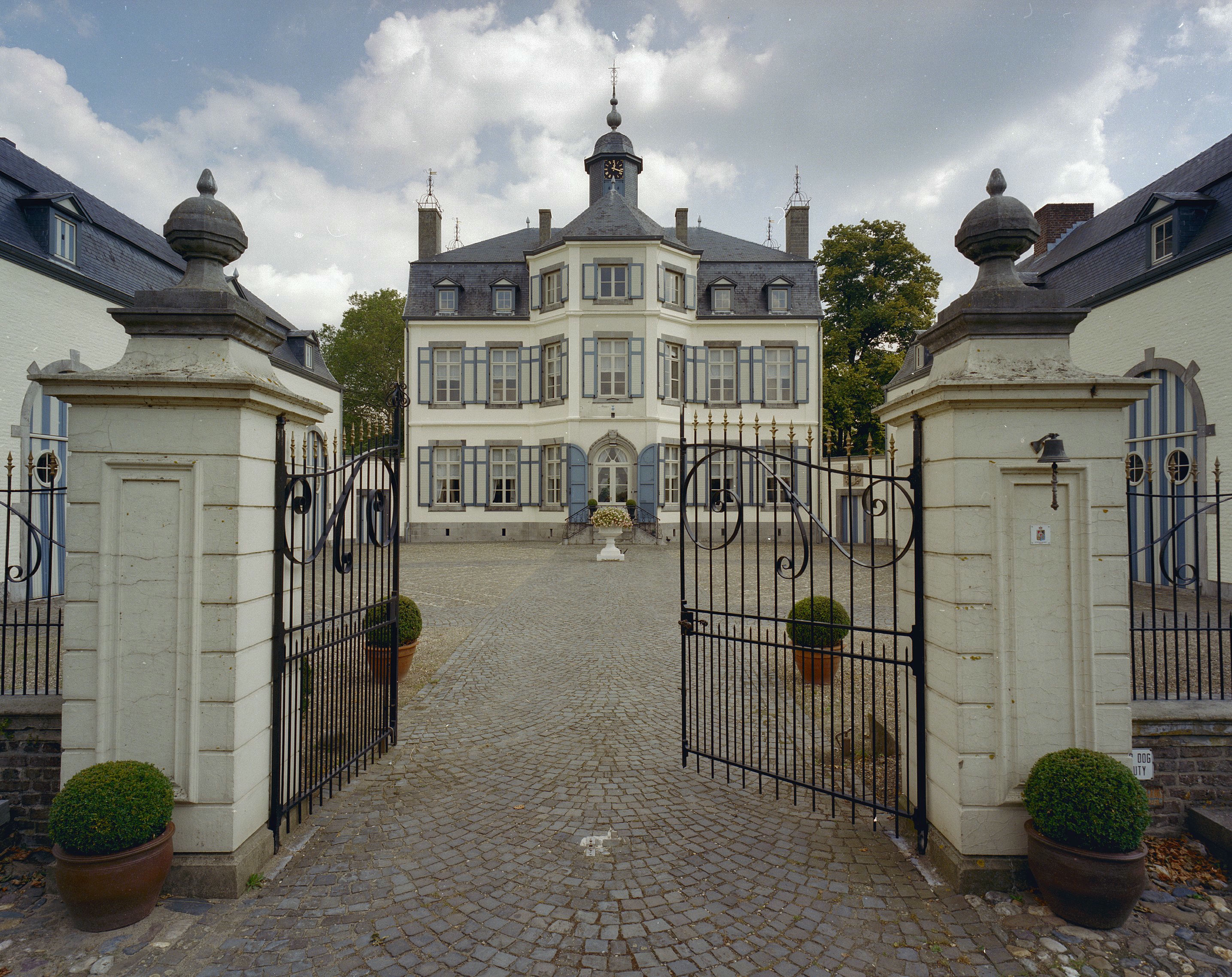
Kasteel Obbicht

Gaspar François Alexis de Spirlet (Luik, 7 december 1767 - 6 juli 1828) was een Zuid-Nederlands edelman en rooms-katholiek geestelijk. Hij was priester, kanunnik van het kathedrale kapittel en het kapittel van de Sint-Janskerk, beide in Luik, en tevens abt(?) van Visé.
In 1817, onder het Verenigd Koninkrijk der Nederlanden, werd hij erkend in de erfelijke adel en benoemd in de Ridderschap van de provincie Limburg, later van de provincie Luik. Hij werd ook lid van de Provinciale Staten van Limburg. Volgens sommige bronnen was hij tevens burgemeester en/of schout van Obbicht en bewoner van Kasteel Obbicht.

## Alexandre de Spirlet
- Alexandre Sébastien de Spirlet (Luik, 26 april 1769 - 3 maart 1849), broer van Gaspar, werd in 1817, onder het Verenigd Koninkrijk der Nederlanden, erkend in de erfelijke adel en benoemd in de Ridderschap van de provincie Luik. Hij trouwde in 1804 met Guillelmine de Thier (1785-1851), dochter van Vincent de Thier. Ze kregen vijf dochters, die adellijk trouwden, en een zoon, die voor een talrijk nageslacht zorgde. In 1807 woonde het gezin op Kasteel Obbicht.[2]
  - Alexandre Armand de Spirlet (1818-1895), trouwde met Rosalie de Donnéa (1820-1877). Hij werd burgemeester van Gomzé-Andoumont.
    - Alexandre de Spirlet (1842-1912), was provincieraadslid in de provincie Luik. Hij trouwde met Marie Magnée (1842-1916) en ze kregen vier kinderen. De familietak is in 1962 uitgedoofd.
    - Xavier Désiré de Spirlet (1844-1890), trouwde met de Pruisische barones Marie-Julie de Broich (1855-1929) en ze hadden zeven kinderen. Met afstammelingen tot heden, maar met vooruitzicht van uitdoven in de mannelijke lijn.
    - Hubert Jules Lucien de Spirlet (1846-1924) werd burgemeester van Gomzé-Audoumont. Hij trouwde met Valérie Hanlet (1857-1928). Ze hadden twee dochters en een zoon, die zonder nageslacht bleef. De familietak doofde uit bij diens overlijden in 1945.
    - André Victor de Spirlet (1847-1901) trouwde met Rosalie de Neuville (1850-1926). Met talrijke afstamming tot heden.
    - Marie Charles Julien Georges de Spirlet (1852-1929) trouwde met Bertha de Neuville (1859-1933). Deze familietak doofde uit bij de dood van hun zoon, Jules de Spirlet (1880-1955).